# Ilex quercetorum
Ilex quercetorum là một loài thực vật có hoa trong họ Aquifoliaceae. Loài này được I.M.Johnst. mô tả khoa học đầu tiên năm 1938.